# Carl Johnson (atlet)
Carl Edward Johnson (født 21. maj 1898 i Genesee, Michigan, død 13. september 1932 i Detroit, Michigan) var en amerikansk atlet som deltog i OL 1920 i Antwerpen.
Johnsons første store bedrift var, da han i 1915 i en national high school-konkurrence sluttede som nummer to – alene i en holdkonkurrence. Derpå gik han på University of Michigan, og i 1918 og 1919 havde han verdens bedste resultat i længdespring. Den personlige rekord satte han i 1919 med 7,34 m.
Johnson vandt sølvmedalje i længdespring ved OL, hvor han sprang 6,820 m i kvalifikationsrunden og sikrede sig finalepladsen som den tredjebedste. I finalen sprang han 7,095 m og blev nummer to efter svenskeren William Pettersson, der sprang 7,150 m.